# Успение Богородично (Мегали Панагия)
Вижте пояснителната страница за други значения на Успение Богородично.
„Успение Богородично“ или „Света Богородица Защитничка“ (на гръцки: Μεγάλη Παναγία, Παναγία Φοβερά Προστασία) е православен манастир в село Мегали Панагия (Ревеник), Халкидики, Гърция, част от Йерисовската, Светогорска и Ардамерска епархия.
Манастирът е разположен на 1,5 km източно от Мегали Панагия, в горист район, където е имало параклис, посветен на Свети Константин. Историята на храма започва в 1860 година, когато на старицата Геракина от Ревеник се явява Света Богородица и казва къде е скрита нейна икона. В 1863 година на мястото е изградена църква. Наречена е от местните жители Мегали Панагия, тоест Голяма Богородица.
В 1927 година Ревеник е прекръстено на Мегали Панагия, по името на църквата. Манастирът пострадва в 1932 година при Йерисовското земетресение и е възстановен.
В 1981 година митрополит Никодим Йерисовски възстановява манастира, като е добавена камбанария и къщи за гости поклонници.
Църквата притежава иконостас, уникален за Северен Халкидики. Работен е от двама български майстори 7 години и е завършен в 1870 година. Тяхно дело е и резбованият владишки трон. В 1978 година иконата на Света Богородица е открадната.
В 1989 година църквата е обявена за защитен паметник на културата.